# Ellipteroides thiorhopalus
Ellipteroides thiorhopalus är en tvåvingeart som först beskrevs av Alexander 1962.  Ellipteroides thiorhopalus ingår i släktet Ellipteroides och familjen småharkrankar. Inga underarter finns listade i Catalogue of Life.